# 다니 카르바할
다니엘 카르바할 라모스(스페인어: Daniel Carvajal Ramos 'danjel karβa'xal 'ramos[*], 1992년 1월 11일, 마드리드 지방 레가네스 ~)는 스페인의 축구 선수로, 포지션은 풀백이다. 현재 스페인 라리가의 레알 마드리드 소속으로, 월드클래스 풀백 중 한 명으로 손꼽힌다.

## 클럽 경력

### 레알 마드리드 B
카르바할은 마드리드 위성도시인 레가네스 출신이다. 그는 열의 나이에 레알 마드리드 유소년팀 일원이 되었고, 2010년 레알 마드리드 B까지 승급했다.
성인 무대 첫 시즌에 카르바할은 즉시 리저브팀 주축 11인이 되었고, 이듬해에는 주장 완장도 찼고, 더 좋은 성적 (플레이오프전을 포함해 38경기에 나서 2골을 넣었다.) 을 거두면서, 리저브팀의 5년만의 세군다 디비시온 복귀에 공을 세웠다.

### 레버쿠젠
2012년 7월 11일, 레알 마드리드 1군에서 출전 기회를 잡지 못한 카르바할은 €5M에 독일의 레버쿠젠과 5년 계약을 체결했다. 스페인 구단은 인수 조항을 한 시즌 뒤에 €6.5M으로 사들이거나, 두 시즌 뒤 €7M, 세 시즌 뒤 €8.5M으로 사들일 수 있게 책정했다.
카르바할은 2012년 9월 1일, 2-0으로 이긴 프라이부르크와의 홈경기에서 분데스리가 데뷔전을 치렀고, 즉시 이 주의 팀 일원으로 선정되었다. 11월 25일, 그는 레버쿠젠에서 첫 골을 넣었는데, 호펜하임 원정 경기에서 추가골을 득점해 2-1 승리에 일조했다. 카르바할은 분데스리가에서의 처음이자 마지막 시즌에 바이에른 뮌헨의 필리프 람과 샬케 04의 우치다 아쓰토의 뒤를 이어 최고의 우측 수비수 3명중 한명으로 선정되었다. 그는 팬으로부터 16%를 득표했다.

### 레알 마드리드
2013년 6월 3일, 레알 마드리드는 카르바할의 인수 조항에 따라 €6.5M 가량의 이적료를 지불해 2013-14 시즌에 친정 1군으로 복귀했다. 이 사실은 루디 푈러 레버쿠젠 축구 단장이 "레알 마드리드가 이 시즌 다니의 경이로운 활약상을 주시했고, 이들이 인수 조항으로 도로 사들이는 것은 시간 문제다" 라고 언급해 확인되었다. 이적 직후, 그는 귀환의 만족감을 드러냈고, 기자 회견장에서 회장, 팬들, 그리고 구단에 감사를 표했다.
카르바할의 라 리가 데뷔전은 2013년 8월 18일, 2-1로 이긴 레알 베티스와의 홈경기였다. 1달 후, 그는 UEFA 챔피언스리그 첫 경기를 90분간 치렀고, 갈라타사라이와의 조별 리그 원정 경기에서 6-1로 대승을 거두었다.
카르바할은 첫 시즌에 45번 출전해 리그 경기에서 2골을 넣었는데, 한 골은 라요 바예카노전에서, 다른 한골은 오사수나전에서 넣었다. 그는 UEFA 챔피언스리그 결승전에서 120분간 뛰어 아틀레티코 마드리드를 4-1로 꺾는데 일조했다.
카르바할의 레알 마드리드는 같은 라 리가 소속의 세비야와의 UEFA 슈퍼컵 2014 경기에서도 승리의 주역이 되었고, 같은 해 FIFA 클럽 월드컵 결승전에서도 아르헨티나의 산로렌소를 이겼다. 2015년 5월 5일, 유벤투스와의 UEFA 챔피언스리그 준결승 1차전에서 카를로스 테베스를 넘어뜨려 페널티킥을 내주었고, 유벤투스의 공격수 테베스가 페널티킥을 성공시켜 1-2로 패했다.
2015년 7월 8일, 카르바할은 2020년까지 유효한 머렝 (Merengues) 과의 새 계약을 맺었다. 그는 2015-16 시즌의 UEFA 챔피언스리그에서 8경기에 출전해 1골을 넣었고, 소속 구단은 우승으로 대회를 마무리지었다. 아틀레티코 마드리드와의 결승전에서 그는 부상으로 후반전에 경기장을 나갔고, 1-1로 비긴 후 승부차기에서 승리를 쟁취했다.
2016년 8월 9일, 카르바할은 트론헤임에서 세비야와의 UEFA 슈퍼컵 경기로 시즌을 시작했고, 119분에 개인기로 경기의 3-2 결승골을 집어넣었다.

## 국가대표팀 경력

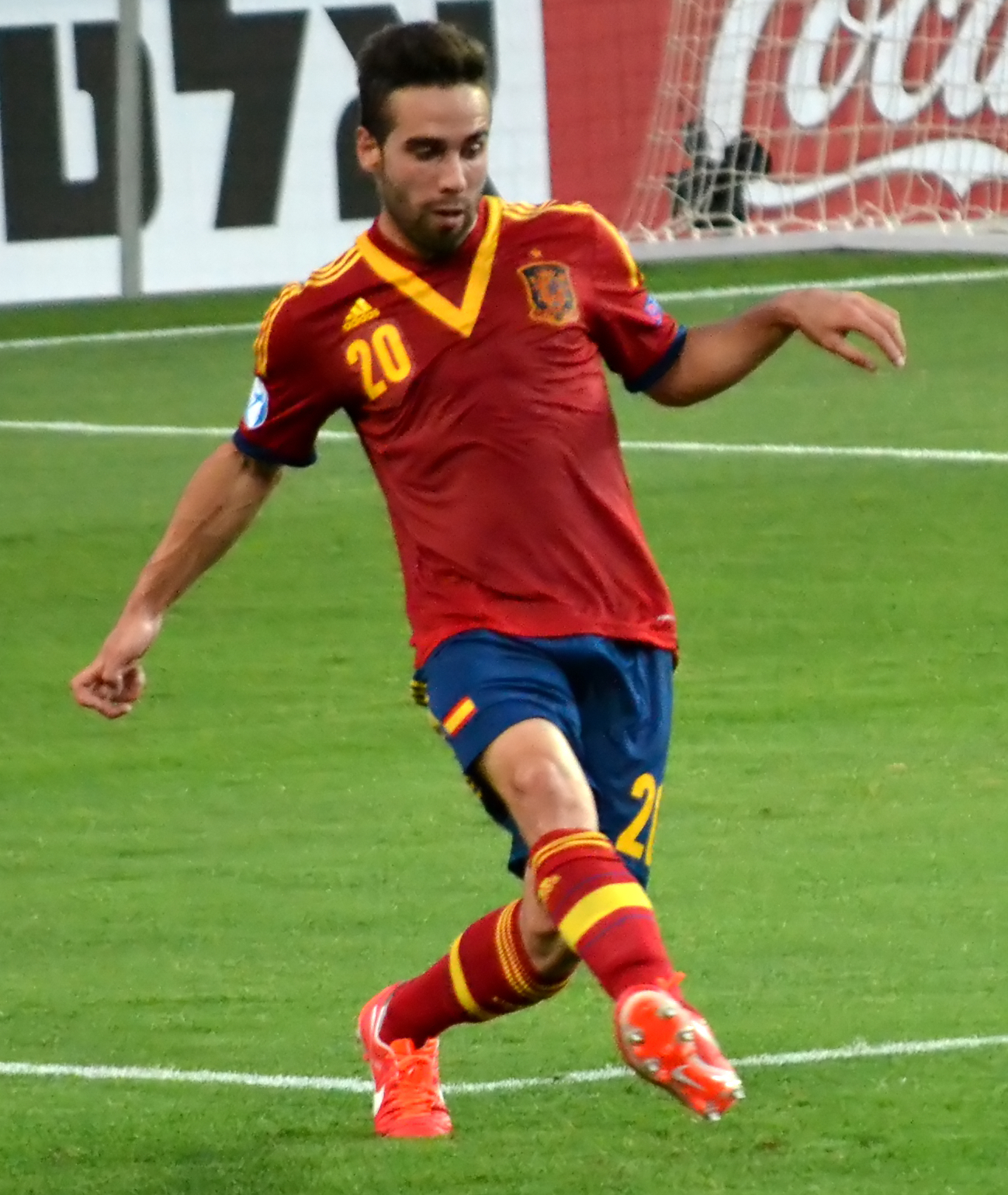
2013년, 스페인 U-21 대표팀 일원으로 활약하는 카르바할.

메이저 대회 시기마다 부상으로 불운했다고 할 수 있다. 카르바할은 2013년 UEFA U-21 축구 선수권 대회에서 바르셀로나의 마르틴 몬토야의 후보 선수였는데, 3-0으로 이긴 네덜란드와의 조별 리그 경기에 나와 스페인의 대회 우승에 공헌했다. 그는 비센테 델 보스케 성인 대표팀 감독의 부름을 받아 2014년 FIFA 월드컵의 30인 예비 명단에 이름을 올렸고, 볼리비아와의 5월 30일 연습 경기에서 다른 레알 마드리드 선수들과 아틀레티코 선수들과 마찬가지로 UEFA 챔피언스리그 결승전을 이유로 빠졌지만, 이튿날에 최종 명단에서 제외되었다.
2014년 8월 29일, 카르바할은 프랑스 전과 마케도니아 전을 앞두고 처음으로 성인 국가대표팀 경기에 차출되었다. 그는 9월 4일, 전자의 친선경기에 데뷔해 90분을 뛰었지만 0-1로 패했다. 그는 UEFA 유로 2016 명단으로 이름을 올렸지만, 소속 구단 경기에서 부상당해 낙마했다.
2018년 FIFA 월드컵 명단에 포함되었으나 팀은 16강에서 러시아에 승부차기로 탈락하였다. 2021년 시즌 막판 부상으로 UEFA 유로 2020 명단에서는 제외되었고, 스페인은 4강에서 이탈리아에 승부차기로 물러났다. 2022 카타르 월드컵 명단에 포함되었으나, 16강 승부차기로 모로코의 돌풍에 밀려 탈락하였다.

## 출전 통계
2024년 10월 5일 기준
| 구단               | 리그            | 시즌      | 리그 | 리그 | 컵   | 컵   | 대륙 | 대륙 | 기타1 | 기타1 | 합계 | 합계 |
| 구단               | 리그            | 시즌      | 출장 | 득점 | 출장 | 득점 | 출장 | 득점 | 출장  | 득점  | 출장 | 득점 |
| ------------------ | --------------- | --------- | ---- | ---- | ---- | ---- | ---- | ---- | ----- | ----- | ---- | ---- |
| 레알 마드리드 B    | 세군다 디비시온 | 2010–11   | 30   | 1    | –    | –    | –    | –    | -     | -     | 30   | 1    |
| 레알 마드리드 B    | 세군다 디비시온 | 2011–12   | 38   | 2    | –    | –    | –    | –    | -     | -     | 38   | 2    |
| 레알 마드리드 B    | 합계            | 합계      | 68   | 3    | –    | –    | –    | –    | 0     | 0     | 68   | 3    |
| 바이어 04 레버쿠젠 | 분데스리가      | 2012–13   | 32   | 1    | 2    | 0    | 2    | 0    | -     | -     | 36   | 1    |
| 레알 마드리드      | 라리가          | 2013–14   | 31   | 2    | 4    | 0    | 10   | 0    | -     | -     | 45   | 2    |
| 레알 마드리드      | 라리가          | 2014–15   | 30   | 0    | 3    | 0    | 4    | 0    | 5     | 0     | 42   | 0    |
| 레알 마드리드      | 라리가          | 2015–16   | 22   | 0    | -    | -    | 8    | 1    | —     | —     | 30   | 1    |
| 레알 마드리드      | 라리가          | 2016–17   | 23   | 0    | 4    | 0    | 11   | 0    | 3     | 1     | 41   | 1    |
| 레알 마드리드      | 라리가          | 2017-18   | 25   | 0    | 4    | 0    | 8    | 0    | 4     | 0     | 41   | 0    |
| 레알 마드리드      | 라리가          | 2018-19   | 24   | 1    | 4    | 0    | 6    | 0    | 3     | 0     | 37   | 1    |
| 레알 마드리드      | 라리가          | 2019-20   | 31   | 1    | 2    | 0    | 7    | 0    | 2     | 0     | 42   | 1    |
| 레알 마드리드      | 라리가          | 2020-21   | 13   | 0    | -    | -    | 2    | 0    | -     | -     | 15   | 0    |
| 레알 마드리드      | 라리가          | 2021-22   | 24   | 1    | -    | -    | 11   | 0    | 1     | 0     | 36   | 1    |
| 레알 마드리드      | 라리가          | 2022-23   | 27   | 0    | 3    | 0    | 11   | 0    | 4     | 0     | 45   | 0    |
| 레알 마드리드      | 라리가          | 2023-24   | 28   | 4    | 1    | 0    | 10   | 1    | 2     | 1     | 41   | 6    |
| 레알 마드리드      | 라리가          | 2024-25   | 8    | 1    |      |      | 2    | 0    | 1     | 0     | 11   | 1    |
| 레알 마드리드      | 합계            | 합계      | 286  | 10   | 25   | 0    | 91   | 2    | 25    | 2     | 427  | 14   |
| 경력 합계          | 경력 합계       | 경력 합계 | 386  | 14   | 27   | 0    | 93   | 2    | 25    | 2     | 531  | 18   |

1 수페르코파 데 에스파냐, UEFA 슈퍼컵, 그리고 FIFA 클럽 월드컵 경기 포함.

## 수상

#### 레알 마드리드[33]
- 라리가 : 2016-17, 2019-20, 2021-22, 2023-24
- 국왕컵 : 2013–14, 2022-23
- 수페르코파 데 에스파냐 : 2017, 2020, 2022, 2024
- UEFA 챔피언스리그 : 2013–14, 2015–16, 2016-17, 2017-18, 2021-22, 2023-24
- UEFA 슈퍼컵 : 2014, 2016, 2017, 2022
- FIFA 클럽 월드컵 : 2014, 2016, 2017, 2018, 2022
- 세군다 디비시온 B : 2011-12[34]

#### 스페인[33]
- UEFA U-19 유로 : 2011
- UEFA U-21 유로 : 2013
- UEFA 네이션스리그 : 2022-23
- UEFA 유로 : 2024

### 개인
- 발롱도르 4위 : 2023-24
- 더 베스트 FIFA 남자 선수 4위 : 2023-24
- 라리가 시즌의 팀 : 2023-24
- UEFA 챔피언스리그 결승전 MoM : 2024
- UEFA 챔피언스리그 시즌의 스쿼드 : 2013–14, 2016-17, 2023-24
- UEFA U-19 유로 대회 베스트 : 2011
- ESM 올해의 팀 : 2023-24
- FIFPRO 월드 11 : 2024
- 더 베스트 FIFA 11 : 2024
- IFFHS 올해의 팀 : 2024